# Giải bóng đá vô địch quốc gia Ý 1908
Giải bóng đá vô địch quốc gia Ý 1908 là mùa giải thứ 11 của giải bóng đá hàng đầu Ý, với Pro Vercelli giành ngôi vô địch.
Trong mùa giải này, hai giải vô địch Prima Categoria đã được tổ chức:
1. Italian Championship (Giải vô địch Ý), giải đấu chính mà chỉ có cầu thủ Ý mới được phép tham gia; đội vô địch sẽ được tuyên bố là Campioni d'Italia (Nhà vô địch Ý)
2. Federal Championship (Giải vô địch liên bang), một giải đấu phụ mà cầu thủ nước ngoài (nếu họ sống ở Ý) cũng được phép thi đấu; đội vô địch sẽ được tuyên bố là Campioni Federali (Nhà vô địch liên bang).[1]

Người chiến thắng Giải vô địch Ý là Pro Vercelli. Họ đã giành được giải thưởng Coppa Buni.
Người chiến thắng Giải vô địch Liên bang là Juventus. Họ không nhận được Cúp Spensley sau cuộc tẩy chay chung của giải đấu.
Trên thực tế, chỉ có danh hiệu của Pro Vercelli được Liên đoàn bóng đá Ý chính thức công nhận, trong khi Giải vô địch liên bang mà Juventus giành được sau đó đã bị FIGC hủy bỏ, do sự tẩy chay vì "các đội quốc tế giả mạo" (các câu lạc bộ chủ yếu gồm các cầu thủ nước ngoài).

## Italian Championship

### Vòng loại

#### Piedmont
Thi đấu ngày 1/3 và 8/3
| Đội 1        | TTS | Đội 2    | Lượt đi | Lượt về |
| ------------ | --- | -------- | ------- | ------- |
| Pro Vercelli | 3-1 | Juventus | 1-1     | 2-0     |

#### Liguria
Andrea Doria là đội duy nhất đăng ký.

#### Lombardy
US Milanese là đội duy nhất đăng ký.

## Vòng chung kết

### Xếp hạng cuối cùng
| VT | Đội              | ST | T | H | B | BT | BB | HS | Đ | Giành quyền tham dự |
| -- | ---------------- | -- | - | - | - | -- | -- | -- | - | ------------------- |
| 1  | Pro Vercelli (C) | 4  | 2 | 2 | 0 | 4  | 2  | +2 | 6 | Vô địch             |
| 2  | US Milanese      | 4  | 2 | 1 | 1 | 7  | 3  | +4 | 5 |                     |
| 3  | Andrea Doria     | 4  | 0 | 1 | 3 | 4  | 10 | −6 | 1 |                     |

### Kết quả
| Đội 1        | Tỉ số | Đội 2        |
| ------------ | ----- | ------------ |
| US Milanese  | 5-1   | Andrea Doria |
| Pro Vercelli | 0-0   | US Milanese  |
| Andrea Doria | 1-2   | Pro Vercelli |
| Pro Vercelli | 1-1   | Andrea Doria |
| US Milanese  | 0-1   | Pro Vercelli |
| Andrea Doria | 1-2   | US Milanese  |

## Federal Championship
Giải đấu đã bị tất cả các câu lạc bộ lớn tẩy chay và sau đó đã bị Liên đoàn bóng đá Ý hủy bỏ.
Genoa và Torino không tham gia giải đấu. Milan đã rút lui khỏi giải đấu vào ngày 1 tháng 1 năm 1908 để phản đối FIF.
Chung kết
Thi đấu ngày 19/và 23/2
| Đội 1        | TTS | Đội 2    | Lượt đi | Lượt về |
| ------------ | --- | -------- | ------- | ------- |
| Andrea Doria | 1–3 | Juventus | 0–3     | 1–0     |

Xếp hạng

| VT | Đội          | ST | T | H | B | BT | BB | HS | Đ | Giành quyền tham dự  |
| -- | ------------ | -- | - | - | - | -- | -- | -- | - | -------------------- |
| 1  | Juventus     | 2  | 1 | 0 | 1 | 3  | 1  | +2 | 2 | Vô địch sau play-off |
| 2  | Andrea Doria | 2  | 1 | 0 | 1 | 1  | 3  | −2 | 2 | Á quân sau play-off  |

Play-off (Turin, 16/3)
| Đội 1    | Tỉ số | Đội 2        |
| -------- | ----- | ------------ |
| Juventus | 2–2   | Andrea Doria |

Đã hủy và đá lại do trọng tài mắc lỗi trong trận đấu
Play-off (Turin, 10/5)
| Đội 1    | Tỉ số | Đội 2        |
| -------- | ----- | ------------ |
| Juventus | 5–1   | Andrea Doria |

- Juventus là Nhà vô địch Liên bang

Juventus không nhận được giải thưởng Cúp Spensley vì Milan, câu lạc bộ đã giành Cúp vào năm 1906 và 1907, đã từ chối trao Cúp cho Juventus và trao nó cho Spensley và Genoa để phản đối FIF. Trong Hội đồng Liên bang năm 1908, FIF đã quyết định trao Cúp Spensley vĩnh viễn cho Milan.